# Proletarske, Dolînska
Proletarske (în ucraineană Пролетарське) este un sat în comuna Malovodeane din raionul Dolînska, regiunea Kirovohrad, Ucraina.